# Odvar Nordli
Odvar Nordli phát âmⓘ (3 tháng 11 năm 1927 – 9 tháng 1 năm 2018) là một chính khách Na Uy thuộc Công đảng Na Uy. Ông là Thủ tướng Na Uy từ năm 1976 đến năm 1981 trong thời kỳ chiến tranh lạnh.. Trước khi làm Thủ tướng, Nordli từng là Bộ trưởng Bộ Chính quyền địa phương từ năm 1971 đến năm 1972.
Sau khi làm Thủ tướng, Nordli giữ chức Phó chủ tịch Storting (Nghị viện Na Uy) từ năm 1981 đến năm 1985. Ông là thành viên của Ủy ban Nobel Na Uy từ năm 1985 đến năm 1996.

## Tiểu sử
Ông là con trai của một người công nhân đường sắt tên là Eugen Nordli (1905–1991) và mẹ là một người nội trợ tên Marie (1905–1984), sinh ra ở Jørgensen, Nordli lớn lên tại Tangen ở Stange, Hedmark. Sau Thế chiến II, ông phục vụ trong Lữ đoàn Độc lập Na Uy ở Đức, một phần lực lượng Đồng Minh chiếm đóng sau chiến tranh ở Đức.
Bằng giáo dục, ông trở thành một kế toán viên được chứng nhận trước khi vào chính trị, và làm việc trong lĩnh vực này cho đến năm 1961. Ông làm phó thị trưởng thành phố Stange từ năm 1951 đến năm 1963. 

## Sự nghiệp chính trị
Ông được bầu vào Quốc hội Na Uy từ Hedmark năm 1961, và được tái đắc cử 5 lần. Trước đó, ông từng phục vụ ở vị trí phó dân biểu trong những năm 1954–1957 và 1958–1961.
Nordli trở thành một thành viên chính thức vào năm 1971, từng là Bộ trưởng Bộ Chính quyền Địa phương trong nội các Bratteli đầu tiên.
Tại Đại hội Công đảng năm 1975 cả Nordli và Reiulf Steen đã đề cử thay thế Trygve Bratteli làm lãnh đạo mới. Một thỏa hiệp đã được đưa ra làm cho Steen lãnh đạo đảng mới trong khi Nordli được chỉ định làm thủ tướng mới của đảng. Điều này đã trở thành một sự sắp xếp căng thẳng và họ không bao giờ hợp tác tốt.
Nordli trở thành Thủ tướng Chính phủ năm 1976, đứng đầu nội các Nordli, nội các thứ nhì của Bratteli. Ông đã phải lãnh đạo chính phủ trải qua một số trường hợp khó khăn như cái gọi là nghị quyết đúp – NATO và cuộc tranh cãi tranh cãi trên toàn quốc xung quanh việc đóng cửa sông Alta-Kautokeino.
Trong chính sách xã hội, thời kỳ đảm nhiệm chức vụ thủ tướng của Nordli vào năm 1978 cho thấy trợ cấp bệnh tật được cải thiện tới mức bồi thường 100% tiền lương từ ngày đầu tiên của bệnh tật đến 52 tuần. Luật trước đây đã không có bất kỳ khoản bồi thường nào cho người lao động thông thường trong 3 ngày đầu tiên và 90% bồi thường sau thời gian đó. Cũng trong năm đó, Đạo luật phá thai năm 1975 đã được tự do hóa và phụ nữ được quyền tự quyết định phá thai cho đến khi kết thúc tuần thứ 12 sau khi mang thai. Trong hành động ban đầu, sự chấp thuận của một ủy ban bác sĩ đã được yêu cầu để phá thai..
Bộ nội vụ Nordli thuộc Bộ Tài chính Per Kleppe tiếp tục chính sách tài khóa Keynesian với chi tiêu thâm hụt mà Nauy cho vay ở nước ngoài đối với thu nhập dầu trong tương lai. Lương tăng lên nhiều hơn so với các nước khác, làm cho các doanh nghiệp Na Uy trở nên kém cạnh tranh hơn. Vào tháng 9 năm 1978, chính phủ thông qua [luật tạm thời] đã ban hành lệnh cấm chung đối với việc tăng lương và giá cả. Luật này đã có hiệu lực qua năm 1979. Nội các cũng phần nào đảo ngược chính sách tài khóa mở rộng.